# Escape to Canada
Escape to Canada (conocido en Estados Unidos como: Land of the Freer) es una película documental satírico canadiense de 2005 escrito y dirigido por Albert Nerenberg, con cinematografía de la productora Shannon Brown, el primer largometraje de su productora, Elevator Films, encargado por Documentary Channel, Canal D y National Film Board of Canada. La película examina los resultados de la flexibilización de las leyes sobre la marihuana en Canadá al mismo tiempo que se legalizó el matrimonio entre personas del mismo sexo, junto con la abstención de Canadá de la invasión de Irak liderada por Estados Unidos, que convirtió al país en un refugio para los estadounidenses progresistas. Los hechos del documental comienzan en el verano de 2003 cuando se legalizaron tanto el matrimonio entre personas del mismo sexo como la marihuana (temporalmente, en el caso de este último). La película subraya el contraste entre el movimiento liberal en Canadá y la actitud más conservadora en los Estados Unidos, con la premisa de que "las actitudes liberales engendran leyes liberales", y que "Canadá, y no los EE. eminente país amante de la libertad".

## Sinopsis

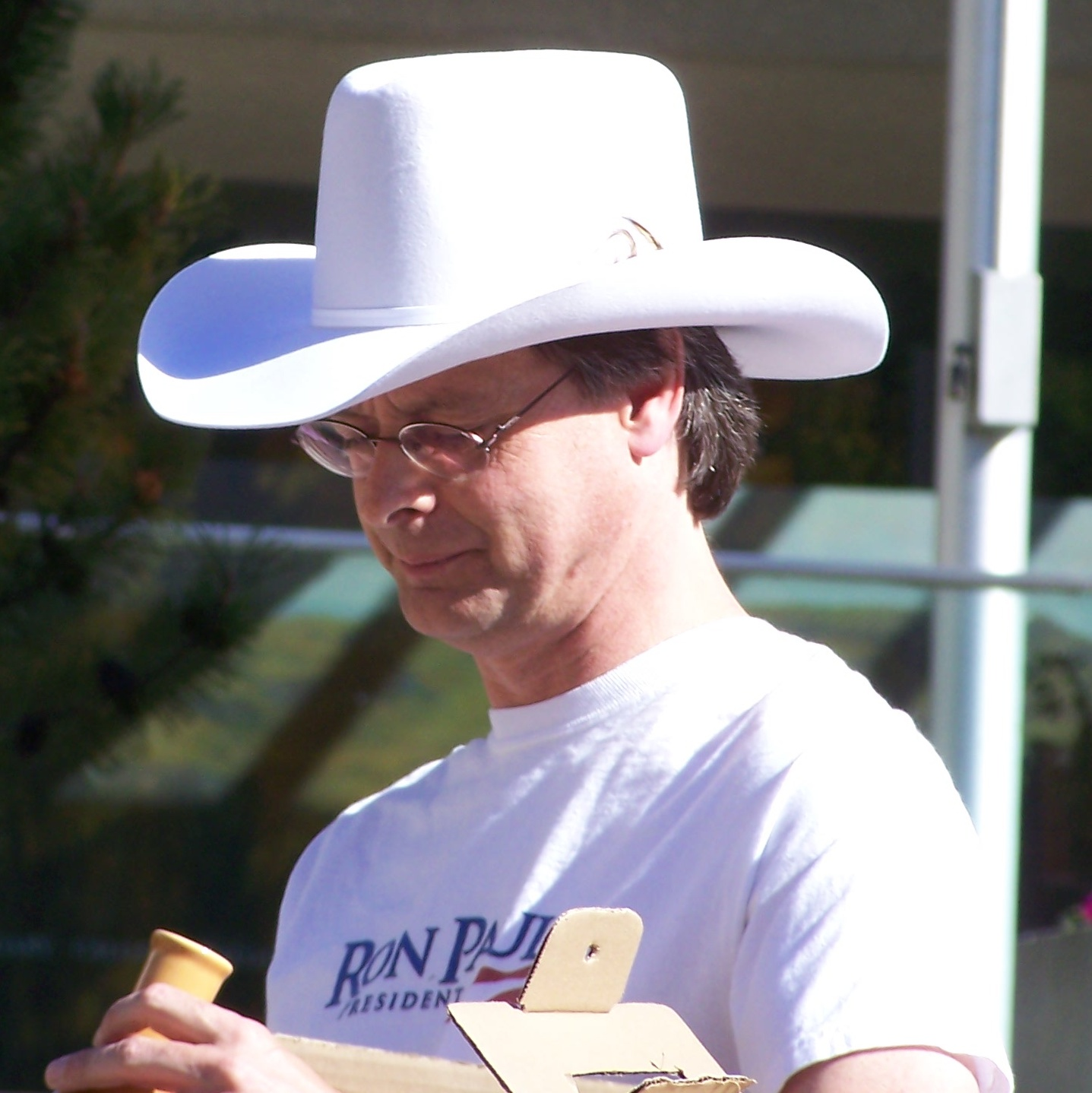
Marc Emery

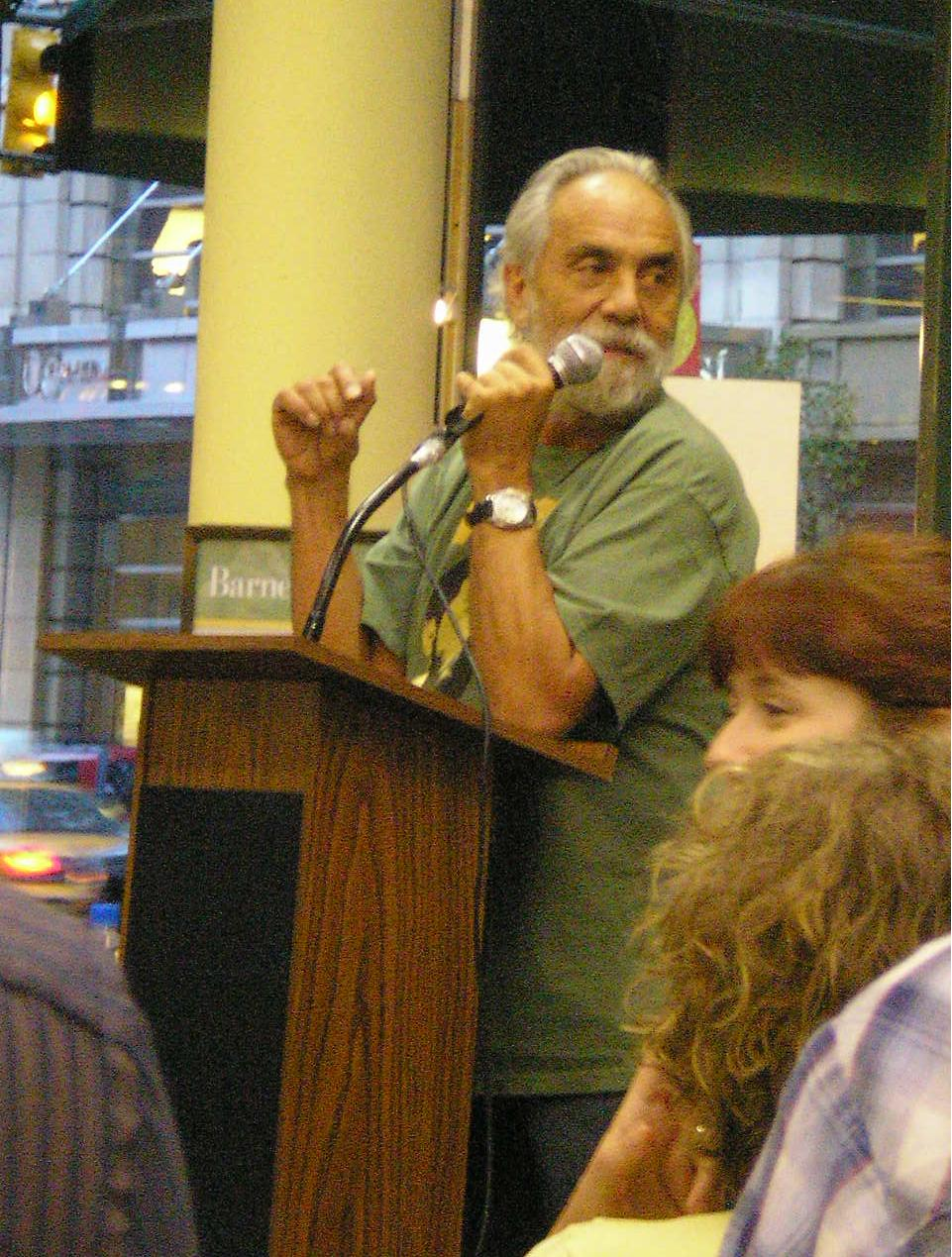
Tommy Chong

Un viaje a través de la "aventura de la libertad" de Canadá. La película sigue el "Verano de la legalización" cuando el matrimonio entre personas del mismo sexo y los "cafés de marihuana" se extendieron por todo el país. La película examina un "boom de la libertad": una corriente de soldados estadounidenses sin permiso que "escapan" directamente de Irak, seguidos por "refugiados refrigerados", turistas de marihuana y parejas estadounidenses del mismo sexo. Pero en cuestión de meses, Canadá vuelve a criminalizar el cannabis y hay una nueva campaña para revertir el matrimonio homosexual.
La película presenta entrevistas con, entre otros, el entonces alcalde de Vancouver (ahora senador) Larry Campbell, Tommy Chong, Marc Emery, visto viajando por el país y fumando marihuana frente a las estaciones de policía, el exsoldado estadounidense Brandon Hughey, tratando de evitar servir en la guerra de Irak, y la pareja conocida como los Michaels, cuya boda improvisada inició una ola de matrimonios homosexuales, y su abogada Martha McCarthy.

## Producción
Albert Nerenberg consideró que las dos decisiones legales sobre el matrimonio entre personas del mismo sexo y la marihuana se tomaron el mismo día en 2003 como "muy significativas", como "algo revelador sobre la dirección de Canadá como país". Luego, cuando el gobierno dejó en claro que Canadá no participaría en "la aventura de Irak, me di cuenta de que estábamos teniendo nuestro propio verano de amor".
Elevator Films se fundó como una nueva rama de la productora de Toronto Trailervision, que había coproducido la película anterior de Nerenberg y Shannon, Stupidity. La película se concibió originalmente como un cortometraje o una hora de televisión, pero se convirtió en un largometraje después de atraer la atención de Silva Basmajian de la Junta Nacional de Cine. Comenzó a filmarse con un presupuesto de $ 170,000.

## Lanzamiento y recepción
Escape to Canada tuvo su estreno mundial en el Nuevo Festival de Cine de Montreal el 19 de septiembre de 2005. Se proyectó poco después en Alberta, en el Festival Internacional de Cine de Calgary de 2005 el 30 de septiembre y el 1 de octubre, y en el Festival Internacional de Cine de Edmonton el 8 de octubre. Se presentó en el Festival de Cine de Whistler el 3 de diciembre.
La película se estrenó de manera más general en los cines de Québec por primera vez el 17 de febrero de 2006, y en Ontario en marzo de 2006, incluso en el Festival de Cine Canadiense de Kingston el 12 de marzo. En Hamilton y en otros lugares, se cerraron algunas proyecciones "debido a una niebla de humo de marihuana en el aire".
Escape to Canada se proyectó el 28 de mayo de 2006 como el largometraje de la noche de clausura en el Festival de Cine Documental DOXA en Vancouver.

### Respuesta crítica
Matt McMillan elogia la película en general, apreciando su "ingenio irónico y velocidad de edición AD / HD", calificando el estilo de Nerenberg como "uno de los más distintivos" en los documentales canadienses. Dorothy Woodend compara Escape to Canada favorablemente con la última película de Nerenberg, Stupidity, diciendo que "tiene un impacto similar" y que la película está "repleta de ideas efímeras y críticas... pero una de las cosas que se destaca más claramente es el alto costo del coraje". Dominic Bouchard, aunque reconoció las limitaciones de las oposiciones binarias de la película, apreció su humor cáustico, comparándolo favorablemente con el trabajo de Michael Moore, al igual que Louis Proyect, específicamente, con Sicko .
Christopher Long llama al documental "tanto una oda sincera como una mirada irónica" a Canadá, llamándolo "no una obra maestra", señalando "bastante redundancia en la película", y que "toca brevemente el tema de soldados estadounidenses que buscan asilo en Canadá porque se niegan a luchar en Irak, pero el hilo recibe poca atención en comparación con los temas del matrimonio homosexual y la marihuana". Eddie Cockerell, que escribe para Variety, encontró que la técnica de la película estaba "bien", señaló la "variedad de melodías de rock de cosecha propia", pero sintió que la película estaba "estropeada por demasiadas tomas aéreas de bosques y cascadas que se usaban para pasar de un tema a otro". " La profesora y bibliotecaria Joanne Peters estuvo de acuerdo, asignando a la película 2 estrellas de 4, recomendándola con reservas: "Escape to Canada ofrece una perspectiva interesante sobre la convergencia de fuerzas para el cambio social. Y ofrece otra mirada a cómo los canadienses se diferencian de los estadounidenses. Al mismo tiempo, la película hace algunas generalizaciones amplias sobre ambas naciones y ciertamente podría haber tenido una mejor edición", diciendo que las tomas aéreas de la vida silvestre se vuelven aburridas por tercera vez, y aunque las entrevistas dan credibilidad al argumento de los cineastas, también, son repetitivos.
Al asignarle a la película 1,5 estrellas, la novelista y crítica Kate Taylor encuentra que "este documental inicialmente divertido" pierde rápidamente tanto su inteligencia como su comedia porque Nerenberg ha confundido un tema y una actitud con un tema"; además, la película exagera en gran medida la reputación de conservadurismo moral de Canadá, por lo que Nerenberg puede sugerir que 2003 fue una revolución, "y nunca revela ninguna evidencia de una tendencia mayor"; Taylor argumenta que si estos eventos "reflejan una liberalización de la sociedad canadiense en contraste con los Estados Unidos, entonces eso no es una revolución sino una evolución que tiene un contexto histórico y político mucho más allá del alcance de Nerenberg". También encontró la película muy repetitiva y que ofrece un grado de detalle que solo los canadienses pueden apreciar, pero que también reconocerán que la película carece de contexto para enmarcar los eventos que retrata.

Travis Mackenzie Hoover siente que la película se involucra en una "autoestima petulante" y no necesita ser vista por ninguna "persona marginalmente bien informada":
La afluencia de estadounidenses homosexuales que anhelan ser más libres que en la tierra de la libertad es realmente conmovedora, al igual que la saga de los ridículos galimatías que los usuarios de marihuana deben soportar una vez que Canadá instituya una política de marihuana medicinal y vuelva a ilegalizar el uso recreativo. Pero aunque la lucha por el porro es bastante interesante, el objetivo final del documental es hacer que los canadienses se sientan orgullosos de nuestra superioridad percibida. Esto no solo es insostenible cuando la película centra su atención en los soldados estadounidenses que evitan la guerra de Irak (eso de Afganistán es, aparentemente, solo un contratiempo), sino que permite que las personas se relajen y piensen que no hay problemas reales en nuestro país, una autodeterminación. -Mentira engañosa que los documentos sobre los problemas reales que enfrentan los canadienses.
La propia opinión de Nerenberg sobre si la película realmente había capturado algo del espíritu de la época canadiense o si realmente presagiaba algo por venir, cuando se le preguntó, fue la siguiente: "Incluso si es solo una puñalada para capturar lo que ha estado sucediendo últimamente, la película nos muestra bajo una luz diferente. Entre los jóvenes, la vieja modestia está empezando a desvanecerse y los canadienses están empezando a sentirse orgullosos de su singularidad".

### Medios domésticos
Escape to Canada se lanzó tanto en VHS como en DVD el 19 de junio de 2007. El disco (de Disinformation Studios) incluye 100 minutos de "metraje adicional y entrevistas extendidas, 20 minutos más que la película propiamente dicha", incluidas entrevistas adicionales o extendidas con Tommy Chong, Marc Emery y Martha McCarthy.

## Mercadeo y trabajos relacionados
Eddie Cockrell dijo que Nerenberg prefería las proyecciones nocturnas de Escape to Canada y que había alentado al público a "experimentar su trabajo en algo llamado "Stonervision".

### Don't Mind If I Do(no producido)
Mientras aún estaba en producción, se informó que Escape to Canada tuvo una obra derivada para de televisión, Don't Mind If I Do, "sobre los autobuses llenos de parejas de homosexuales y lesbianas que se dirigían al norte para casarse", pero esto no parece haber llegado a buen término como un proyecto separado.

### Why Is It Sexy?
Nerenberg y Brown están nombrados como productores ejecutivos de un piloto para Discovery Channel llamado Why Is It Sexy?, mirando a la ciencia de la atracción sexual. En octubre de 2004, Unstable Ground confirmó que habían editado el piloto. Fue transmitido como especial de televisión el 15 de mayo de 2005.